# Tircine
Tircine (în arabă تيرسين) este o comună din provincia Saïda, Algeria.
Populația comunei este de 7.377 de locuitori (2008).